# Högerjuristerna

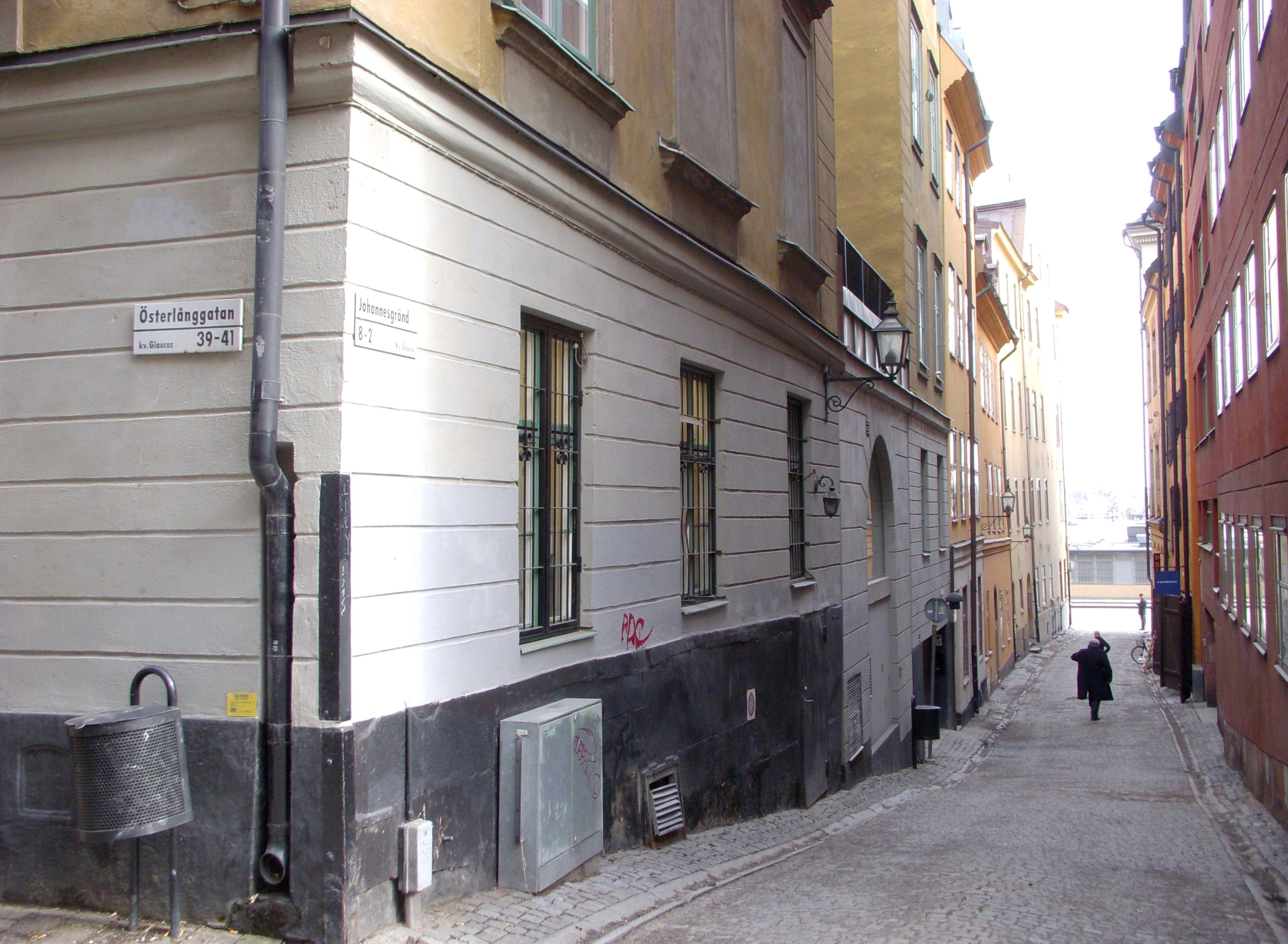
Idag använder Högerjuristerna och Fria Moderata Studentföreningen i Stockholm en lokal i Gamla stan som mötesplats för diverse aktiviteter.

Högerjuristerna är en politisk studentförening vid Stockholms universitet, ansluten till Fria Moderata Studentförbundet. Föreningen samlar främst studenter med allmänborgerlig, konservativ, libertariansk eller liberal värdegrund. 
Föreningens band är orange-vitt-blått. Symbolen är ett paragraftecken inskriven i en balansvåg inom en lagerkrans.

## Historik
Föreningen grundades 1971 under namnet Fria Moderata Jurister (FMJ). Den ersatte då en tidigare förening inom Fria Moderata Studentförbundet som hette Konservativa Juristklubben i Stockholm (KJS). Namnet Högerjuristerna antogs 1990; 1998-2000 hette föreningen Fria Moderata Jurister igen men återgick sedan till namnet Högerjuristerna då det var mer inarbetat. På engelska kallar sig föreningen Conservative Law Students.
Aktiva medlemmar i föreningen har ibland gått vidare till framstående politiska uppdrag. Högerjuristernas tidigare ordförande Sofia Arkelsten var riksdagsledamot 2006-2018 och 2010-2012 partisekreterare för Moderaterna.
I slutet av 1970-talet var föreningen en av många organisationer som anmälde intresse för att delta i försöksverksamhet med närradio som skulle äga rum 1978. Under busstrejken i Stockholm i juni 2013 framträdde dåvarande ordförande Hugo Selling i flera medier som en av arrangörerna bakom en aktion som Fria Moderata Studentförbundet anordnade, med extrainsatta gratistransporter i hyrda minibussar under namnet "Amalthealinjen".

## Verksamhet
Högerjuristerna har sin huvudsakliga medlemsbas bland juridikstudenter vid Stockholms universitet.
Högerjuristerna bedriver traditionell studentföreningsverksamhet såsom talarkvällar och sittningar. Talarna som bjuds in är såväl politiker från olika partier som jurister och andra experter på olika områden, bland andra har man under åren bjudit in Medborgarrättsrörelsens ordförande Brita Sundberg-Weitman, Timbros VD Mats Johansson, näringsminister Sten Heckscher (s), heraldikern Per Nordenvall, lektorn vid Polishögskolan Didrik von Porat, juridikprofessorn Jacob W.F. Sundberg, hovauditören och tidigare ordföranden i Advokatsamfundet Bengt Ljungqvist, hovrättsrådet Gustaf Lagerbjelke,  ledarskribenten i Svenska Dagbladet Maria Abrahamsson, Peter Söderlund från Kriminellas revansch i samhället, opinionsskribenten Susanna Popova, finansborgarrådet Carl Cederschiöld (m), stadsbyggnadsborgarrådet Mikael Söderlund (m), ordföranden för Säkerhet för Näringsliv och Samhälle Kristina Axén Olin, juridikprofessorn Mårten Schultz, nationalekonomen Andreas Bergh, riksdagsledamöterna Annie Lööf (c) och Henrik von Sydow (m). Störst antal åhörare var sannolikt vid föredragen av professor emeritus Anders Agell om Da Costa-fallet, anordnat i Juristernas Hus i mars 2006, respektive av riksdagsledamoten Hanif Bali (m) 2017.
Då Högerjuristerna är baserade i Stockholm förs sedan flera år ett tätt samarbete med andra föreningar anslutna till Fria Moderata Studentförbundet, såsom FMS-Stockholm, Handelshögern och Högerteknologerna. Föreningen har inte ställt upp som nomineringsgrupp i kårval till Stockholms universitets studentkår, men flera av dess aktiva medlemmar har funnits med på valsedlar för Borgerliga Studenter – Opposition '68 (BS–O'68) genom åren, ett kårparti som det fanns en del direkt samarbete med. Föreningens ordförande 1972-1973, Inge Thelander, var ordförande för studentkåren 1973-1974 som representant för BS–O'68.

## Ideologi
Rent politiskt fokuserar Högerjuristerna ofta på juridik och rättspolitik. Föreningen vill ha statliga domstolar och att dessa ska ha robust finansiering, och föreningen framhåller rättssäkerhet och mänskliga rättigheter med individen i fokus.
För att främja rättssäkerheten vill Högerjuristerna i grunden reformera nämndemannasystemet. Högerjuristerna har med hänsyn till rättssäkerheten kritiserat förslag framförda på Moderaternas partistämma om att vittnen i rättegångar skall kunna vara anonyma. Föreningen vill ställa högre krav på advokaters kostnadsräkningar när dessa skall betalas av det allmänna.
Föreningen vill utveckla EU mot ett större fokus på individuell frihet och frihandel även med andra delar av världen, i stället för att detaljstyra den inre marknaden. Högerjuristerna har traditionellt varit kritiska mot folkrätten, eftersom organisationen anser att folkrätten tar hänsyn mer till staters/regeringars intressen snarare än individers.
Högerjuristerna försöker påverka riksdagsledamöter och partier för att föra svensk juridik i riktning mot starkare konstitution - exempelvis med en rättighetskatalog, stärkt rättssäkerhet, mer makt för enskilda gentemot myndigheter, mer självständiga domstolar, starkare möjlighet till författningsprövning av lagar och förordningar och tydligare maktdelning.
Ett exempel på fråga som Högerjuristerna har drivit är nej till könskvotering. Dess dåvarande ordförande Shashika Padmaperuma skrev exempelvis i SvD att "Riktiga liberaler ser inte kön, utan individer [...] Jag vill inte bli anställd för att jag är kvinna eller invandrare - utan för min kompetens. Blir jag diskriminerad är det ändå inte en plats där jag vill arbeta". 2010 intervjuades dåvarande ordförande Johanna Nygren i Juridiska institutionens nyhetsbrev, och gav bland annat uttalandet: "– Det detaljregleras för mycket. Om man till exempel vill bo i en billig lägenhet där det regnar in för att ha råd att lägga pengarna på annat tycker jag att man ska få göra det."
Föreningen (som vid tidpunkten hette Fria Moderata Jurister) anmälde 2000 också hemsidan för S-kvinnor till Datainspektionen för brott mot Pul, inte för att Högerjuristerna hade något att invända mot webbsidan i sig, utan främst därför att kvinnoförbundets ordförande, Inger Segelström, i riksdagen röstade igenom den lag som Segelström själv - enligt Högerjuristerna - bröt mot. Bakgrunden var att S-kvinnor på sin hemsida hängde ut personer från TV 1000 med namn och bild, då S-kvinnor ville protestera mot kanalens visning av porrfilmer. En av de utpekade personerna, Michael Porseryd, hade dock ens aldrig varit chef på TV 1000. Datainspektionen friade sedermera S-kvinnors hemsida.

## Ordförandelängd
- 1971-1972 Fredrik Peters
- 1972-1973 Inge Telander
- 1973-1974 Jonas Åström
- 1974-1975 Margareta Kloo (senare gift Åström)
- 1975-1977 Tommy G:son Lundin
- 1977-1978 Carl Johan Rundquist
- 1978-1979 Carl Gustaf Hamilton
- 1979-1980 Karin Ericsson
- 1980-1981 Johan Westrin
- 1981-1982 Gabriella Ekblom
- 1982-1983 Catherine Nilsson (senare gift Odenberg)
- 1983-1984 Caroline Montgomery
- 1984-1985 Ingrid Sunding
- 1985-1986 Petter Rindforth
- 1986-1987 Maria Humpe
- 1987-1988 Fanny Hesser (senare gift Svenonius)
- 1988-1989 Eva Gustavsson
- 1989-1990 Liselott Silwer
- 1990-1991 Nils Mörner
- 1991-1992 Lisbet Håkansson
- 1992-1993 Peter Ljungqvist
- 1993-1994 Salim Medghoul
- 1994-1995 Kajsa Wilhelmsson
- 1995-1996 Elias Granqvist
- 1996-1997 Oscar Hjertqvist
- 1997-1998 Anders Paulsson
- 1998-1999 Håkan Filipsson
- 1999-2000 Sofia Arkelsten
- 2000-2002 Anders Engström
- 2002-2006 Shashika Padmaperuma (senare gift Sellgren)
- 2006-2010 Patrick Krassén
- 2010-2013 Johanna Nygren
- 2013-2015 Hugo Selling
- 2015-2016 Andréas E. Lindström
- 2016-2017 Lovisa Kronsporre
- 2017-2018 Filippa Kronsporre
- 2018-2019 Oscar Hagelin
- 2019-2019 Emilia Falk
- 2019-2021 Andree Svensson